# Delicias Viejas
Delicias Viejas es uno de los sectores que conforman la ciudad de Cabimas en el estado Zulia. Pertenece a la parroquia Carmen Herrera.

## Ubicación
Las Delicias Viejas forman un rectángulo entre la carretera H al norte, la calle Cumaná al sur, la av Principal de las Delicias al oeste y la av Intercomunal al este. Se encuentra entre los sectores Delicias Nuevas al norte, Concordia al sur, Guabina al oeste y 26 de Julio al este.

## Historia
Las Delicias, fue fundada en 1930 cuando personas de otras partes del país se mudaron a los terrenos al norte de  Concordia aprovechando las vías de acceso a los pozos como calles, siendo la carretera H su límite norte, la calle Cumaná su límite sur, la avenida principal de las delicias era la vía que unía Concordia con el club de Golf Coquivacoa (El Golfito), la vieja carretera nacional fue su límite este. En 1948 cuando otros vecinos comenzaron a ocupar los terrenos al norte de la carretera H, el nuevo sector anexo comenzó a ser llamado Delicias Nuevas y las delicias originales pasaron a ser las Delicias Viejas.

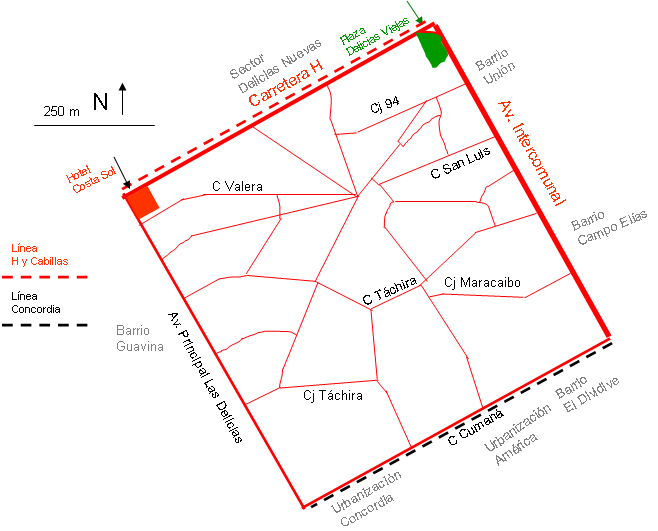
Sector Delicias Viejas

## Zona Residencial
Las calles con las que limita con otros sectores son sus únicas calles rectas, es una zona eminentemente residencial, sus calles reciben nombres de estados de Venezuela como en Ambrosio, Delicias Nuevas y Guabina. Otras calles tienen nombres como Manaure, Sam Luis, Táchira, Maracaibo, Mara, Manzanares, san José, valera, calle 94. La 94 es curiosa porque no corresponde a ninguna nomenclatura, no pertenece a las avenidas con número (31,32,33,34,41,42,43,44,51,52,53,54,61), ni a las con nombre de pozo (R5, R10).

## Vialidad y transporte
Las líneas de carros solo pasan por el perímetro de las Delicias Viejas, H y Cabillas (carretera H), Concordia (calle Cumaná).

## Sitios de Referencia
- Hotel Costa Sol (antiguo Paradise, antiguo Remanso). Carretera H
- Plaza Delicias Viejas. Carretera H con Av Intercomunal. Construida en 2007

## Sitios y figuras emblemáticas del Sector
En las Delicias Viejas han surgido figuras y lugares que con el pasar de los años se han convertido en característicos del sector. Algunos de los sitios más conocidos son: el Chispazo, el Werfi, supermercado la Chinita, hotel El Remanso, Carnicería La Manaure, Bodega Charito, y uno que hoy en día es la referencia del sector: el tubo de la catalina. En la comunidad también existieron (y existen) grandes personajes reconocidos por su popularidad. Por mencionar algunos tenemos a: Jose Morles "el Marino", Parmelino, Charito y Antonia, mamá Juana, Romelia y Oswaldo, Cheo Chatara, Julia Leal, Flor la Chiquita, Maria la Terminalera, José Manuel, Paula y Juan, Maria Velasquez, Carlina, y otros muy jocosos que jamás serán olvidados.

## Clubes Deportivos
La mayor representación deportiva que este sector ha tenido es su club de fútbol de Campo LIDEVIES, F.C, 8 veces Campeón Municipal, como también estatal, creado en el año 1987 por el Prof. Levy Dario Villegas, habitante del sector y personaje representativo de este, pero por otro lado también existen otros equipos deportivos que se encuentran activos en el momento, como el Equipo San Antonio, Delicias Viejas de fútbol sala. En el sector también reside el prof. Eloy Piña, reconocido profesor de atletismo en Cabimas.